# Fondo Nacional de Garantías
El Fondo Nacional de Garantías es una entidad de capital accionario mixto, fundada en 1982 en la ciudad Bogotá. Fue constituida por el Gobierno de Colombia buscando mejorar el acceso al crédito para las pequeñas y medianas empresas, mediante un modelo de otorgamiento de garantías, en la cuales el fondo entra como garante de la deuda en caso de incumplimiento ante los intermediarios financieros.
El Fondo Nacional de Garantías, conocido por sus siglas FNG, respalda préstamos destinados a financiar capital de trabajo, vivienda, educación, entre otros. Para créditos del sector primario se debe utilizar FINAGRO (Fondo para el Financiamiento del Sector Agropecuario). Hace parte del Grupo Bicentenario.

## Historia
Es una organización con capital del estado colombiano y privado (mixto), dependiente del Ministerio de Hacienda y Crédito Público, que desde la década de los 80 del siglo pasado ha proporcionado créditos y ayudas a la financiación a las pequeñas empresas y sectores económicos del país. Hoy en día el FNG cuenta con agentes comerciales apoyando los diferentes subsectores de todas las regiones de Colombia, movilizando créditos por más de 11,7 billones en el año 2015.